# Ludwig Person
Ludwig Person (Wittenberg, 6 de Julho de 1555 — Dresden, 19 de Outubro de 1607) foi jurista alemão. Era filho de Magnus Person († 25 de fevereiro 1561 em Wittenberg) e de Dorothea Honbrich († 31 de janeiro 1579 em Wittenberg). Seu pai tinha vindo de Edimburgo, na Escócia, durante a Reforma de Wittenberg, onde juntou considerável fortuna. De modo que sua viúva conseguiu uma boa educação para os seus seis filhos.
Ludwig matriculou-se em 17 de setembro de 1563 na Universidade de Wittenberg. Depois de sua educação filosófica inicial, frequentou as aulas de Direito onde teve como professores Joachim von Beust, Michael Teuber (1524-1586), Peter Heige (1559-1599), Kaspar Altenaich (1527-1605), Johannes Limmer (1548-1591), Eberhard von Weyhe (1553-1647) e Veit Winsheim, o Jovem (1521-1608). Continuou seus estudos na Universidade de Ingolstadt, em 21 de setembro de 1583 na Universidade de Heidelberg, depois na Universidade de Pádua e em abril de 1584 na Universidade de Basileia.
Em 27 de março de 1588 foi nomeado adjunto da Faculdade de Direito e advogado do Tribunal Superior de Wittenberg. Em 13 de maio de 1589 recebeu seu diploma de Doutor em Direito. Em 1592 foi nomeado Professor do Instituto e assessor do Consistório de Wittenberg. Como reitor da Alma Mater, em 1595 foi nomeado Professor de Pandectas. Em 1606 foi indicado como conselheiro do Príncipe-eleitor Cristiano II da Saxônia (1583-1611), em Dresdenonde veio a falecer com problemas do coração. Seu corpo foi sepultado no dia 22 de outubro na Igreja de Santa Sofia."

## Obras
- Consentientibus iuridicae facultatis consultissimis antecessoribus, in ... - 1584
- Trino et uno feliciter annuente: Consentientibus Iuridicae Facultatis consultissimis antecessoribus, in illustri Basiliensium Rauracorum Academia, subiectas Propositiones ex L. qui scit. 25.[Para].I.ff. de usur. & fructib. iun. L. certum. 22. C. de rei vindicat. depromptas, pro solemni in utroque Iure consequendo Gradu, defendere conabitur Ludovicus Person Vuittemberg. Saxo: Ad diem 10. Augusti, hora & loco consuetis - 1584
- Theses de donationibus. 1587
- De pignoribus et hypothecis - 1587
- Theses de appellationibus. 1588
- Petri Heigi quaestiones juris civilis et saxonici. Wittenberg 1601, 1603, 1606, 1619, 1630, Köln 1713
- Oratio de Wittenberga. Wittenberg 1602
- De Iuramento Litis Decisivo. Wittenberg 1603
- Petri Heigii commentarii super IIII. Institutionum imperialium D. Iustiniani ... - 1603
- Diss. de fidejussoribus.
- Diss. de condictione indebiti.
- Diss. de pignoribus et hypothecis.
- De contrahenda emtione et venditione.
- Diss. de injuriis.
- Diss. de dotibus earumque jure.
- De interdicto unde vi, et vi armata etc.